# Nino de Angelo
Nino de Angelo (Karlsruhe, 18 december 1963) is een Duitse schlagerzanger van Italiaanse afkomst. Hij was hoofdzakelijk succesvol in de jaren 80. Zijn echte naam is Domenico Gerhard Gorgoglione. Hij was van 1986 tot 1998 getrouwd en heeft 2 kinderen.
Op 15-jarige leeftijd nam hij zijn eerste plaat op, die een grote flop was.
Zijn grootste succes kende hij begin 1984 met het door Drafi Deutscher geschreven Jenseits von Eden. Hij nam de plaat in meerdere talen op (Italiaans La valle del Eden, Engels Guardian Angel). In Nederland werd de Engelse variant van de plaat Guardian Angel van de groep Masquerade (een schuilnaam voor Drafi Deutscher) populairder dan de Duitse versie van De Angelo (in Duitsland was dat juist andersom). Het lied is in het Nederlands vertaald door Vicky Leandros (Ver van het leven) en Dana Winner (Ver weg van Eden).
De Angelo bracht nog singles en albums uit maar hij kon het succes van Jenseits von Eden niet meer herhalen.
In 1989 schreef Dieter Bohlen (van Modern Talking) Flieger voor Nino dat zou meedoen aan het Eurovisiesongfestival in Lausanne. Modern Talking zanger Rolf Köhler hielp mee met de producties van de muziek van Angelo, met name het arrangement en zong met de Angelo mee op het songfestival. Bohlen schreef datzelfde jaar ook Nur ein Lied voor de Oostenrijkse kandidaat Thomas Forstner. De Angelo eindigde op de 14de plaats terwijl Forstner 5de eindigde. Geruchten gingen toen ook de ronde dat hij Thomas Anders zou vervangen bij Modern Talking, maar die geruchten werden door zowel de Angelo als Bohlen ontkend.
Daarna werd het een tijdlang stil rond de zanger; hij werkte wel nog samen met andere zangers. Na hersteld te zijn van lymfeklierkanker keerde hij terug naar de muziek en bracht na 7 jaar een nieuw album uit. In 2002 nam hij opnieuw aan de Duitse voorselectie voor het songfestival deel, met Und wenn Du lachst kon hij echter niet winnen.
In 2005 haalde hij de krantenkoppen door zijn enorme schuldenberg van 1,5 miljoen euro. Hij probeerde zijn slechte financiële situatie recht te trekken door het lied Wunder voor de soapserie Unter uns te zingen.

## Discografie
- 2006 Wunder
- 2005 Nino
- 2004 Un Momento Italiano
- 2003 Zurück nach vorn
- 2002 Solange man liebt
- 2000 Schwindelfrei
- 1993 Verfluchte Zeiten
- 1991 De Angelo
- 1989 Flieger
- 1989 Samuraj
- 1988 Baby Jane
- 1987 Durch tausend Feuer
- 1986 Ich suche nach Liebe
- 1985 Figlio della notte
- 1985 Time to recover
- 1984 Zeit für Rebellen
- 1984 Nino
- 1983 Junges Blut